# Tiny Toon Adventures 2: Montana's Movie Madness
Tiny Toon Adventures 2: Montana's Movie Madness (en español Las aventuras de los Tiny Toon 2: Las películas locas de Montana y en japonés Tiny Toon Adventures 2: Buster Bunny no Kattobi Daibouken) fue el segundo videojuego basado en la serie de televisión Tiny Toons para la consola portátil de Game Boy. Fue lanzado en el 1993, publicado y distribuido por Konami.